# Innocent Eyes
Innocent Eyes är den australiska sångerskan Delta Goodrems första album. Skivan gavs ut 2003 och har sålts i 4,5 miljoner kopior. I Australien är skivan den femte mest säljande skiva någonsin. Skivan innehöll 5 nummer ett singlar och det gjorde att hon slog Kylie Minogues första skiva Kylie som hade 3 nummer ett singlar. Skivan innehåller ballader och piano-baserade pop-sånger och Delta har själv skrivit det mesta av materialet och låtarna In My Own Time och Will You Fall For Me är skrivna av henne helt själv.

## Låtlista
1. "Born to Try" (Goodrem, Audius Mtawarira) — 4:13
2. "Innocent Eyes" (Goodrem, Vince Pizzinga) — 3:53
3. "Not Me, Not I" (Goodrem, Kara DioGuardi, Gary Barlow, Eliot Kennedy, Jarrad Rogers) — 4:25
4. "Throw It Away" (Barlow, Kennedy, Cathy Dennis) — 3:52
5. "Lost Without You" (Matthew Gerrard, Bridget Benenate) — 4:10
6. "Predictable" (Goodrem, DioGuardi, Rogers) — 3:40
7. "Butterfly" (Barlow, Kennedy, Tim Woodcock) — 4:00
8. "In My Own Time" (Goodrem) — 4:06
9. "My Big Mistake" (Goodrem, Barlow, Kennedy, Woodcock) — 3:44
10. "This Is Not Me" (Goodrem, Pizzinga) — 4:29
11. "Running Away" (Goodrem, Barlow, Kennedy, Woodcock) — 3:21
12. "A Year Ago Today" (Goodrem, Mark Holden, Paul Wiltshire) — 4:13
13. "Longer" (Goodrem, Barlow, Kennedy, Woodcock) — 3:53
14. "Will You Fall for Me" (Goodrem) — 3:59